# Geoff Lees (autocoureur)
Geoffrey Lees (Kingsbury, Warwickshire, 1 mei 1951) is een voormalige Formule 1-coureur uit Engeland. 
Rees reed tussen 1978 en 1982 twaalf Grands Prix voor de teams van Tyrrell, Ensign, Shadow Racing Cars, RAM Racing, Theodore Racing en Lotus. In geen van deze F1-bolides scoorde hij punten.